# IC 576
IC 576 ist eine linsenförmige Galaxie vom Hubble-Typ S0/a im Sternbild Löwe nördlich der Ekliptik. Sie ist schätzungsweise 534 Millionen Lichtjahre von der Milchstraße entfernt und hat einen Durchmesser von etwa 100.000 Lichtjahren.

Im selben Himmelsareal befinden sich u. a. die Galaxien NGC 3069, IC 569, IC 577, IC 578.
Das Objekt wurde am 27. Januar 1892 vom französischen Astronomen Stéphane Javelle entdeckt.